# Un souvenir de lumière
Un souvenir de lumière (titre original : A Memory of Light) est le quatorzième et dernier volume de la série La Roue du temps de l'écrivain américain Robert Jordan. Le décès en 2007 de l'auteur l'a laissé inachevé. Sa femme, Harriet McDougal, et son éditeur ont choisi Brandon Sanderson pour poursuivre son œuvre.
La version originale américaine a été publiée le 8 janvier 2013 par Tor Books aux États-Unis et par Orbit au Royaume-Uni.
Ce livre est resté inédit en français pendant neuf ans. Bragelonne a annoncé en 2011 avoir repris les droits pour publier l’œuvre selon la tomaison originale et avec une nouvelle traduction. L'éditeur a publié le premier volume, L'Œil du monde, en 2012. Un souvenir de lumière est paru le 2 novembre 2022.

## Écriture et publication
L'auteur a annoncé en 2006 être atteint d'une maladie rare qui réduirait son espérance de vie à une moyenne de quatre ans,. La série devait se finir en un seul volume titré A Memory of Light, sa mort en 2007 l'a laissé inachevé. Cependant sa femme a annoncé qu'il avait laissé suffisamment de notes et d'informations sur la fin de l'histoire pour permettre sa publication. Brandon Sanderson a été choisi pour le terminer. La longueur du livre décida l'éditeur à le découper en trois volumes : La Tempête imminente, Les Tours de Minuit et Un souvenir de lumière.

## Résumé
Ce dernier volume traite entièrement la dernière bataille qui est en fait une guerre sur plusieurs fronts, où les chances des forces de la lumière vont petit à petit en s'amenuisant face à des antagonistes organisés et trop nombreux. Les grands capitaines vont diriger chaque front sous l'effet caché de la compulsion de Graendal qui les mènerait vers l'échec complet sans l'intervention de Mat, des Seanchans ralliés par Rand et du bon sens d'Elayne et d'autres.
Mat reprendra finalement les choses en main de justesse et rééquilibrera les forces grâce à ses nombreux souvenirs de batailles, qui font de lui le meilleur stratège devant Demandred, général en chef de l'armée de l'Ombre.
Sous l'influence des réprouvés, le peuple Sharan rejoindra les rangs de l'Ombre au côté des légions de Trollocs engagées dans les batailles. Ce peuple compte bien plus de personnes capables de canaliser que les rangs de la Lumière.
Rand, muni de Callandor, va se rendre sous la Montagne du Destin pour affronter le Ténébreux avec l'aide de Moiraine et de Nynaeve. Il sera arrêté par Moridin au plus près du néant qui abrite la prison du Ténébreux et qui se situe en marge du dessin.
Durant ce combat, Rand va se retrouver confronté au Ténébreux dans une bataille psychique et "philosophique", en parallèle de son combat à l'épée et au pouvoir unique face à Moridin.
De son côté, Logain est soumis par le M'Hael, nouvellement élu réprouvé par le ténébreux, à 13 amis du Ténébreux Asha'man et 13  Myrddraals qui cherche à le convertir de force à l'ombre. On apprend que les élèves particuliers du M'Hael ont pour la plupart été converti de force. La Tour Noire va faire l'objet d'une lourde guerre interne entre les fidèles à Logain, qui cherchent à le libérer, et les amis du Ténébreux capables de canaliser.
Les chances de la Lumière sont faibles et le dénouement de l'histoire reste incertain.